# Maguss
Maguss fue un MMORPG móvil gratuito basado en la ubicación con una temática de fantasía para iOS y Android. El juego ofrecía a los jugadores una experiencia mágica, permitiéndoles lanzar hechizos dibujando glifos, recolectar ingredientes, preparar varias pociones, luchar contra criaturas mágicas y batirse a duelo con otros jugadores por la gloria y el tesoro . El cierre del juego se anunció en abril de 2020.

## Jugabilidad
Utilizando la función GPS de un dispositivo móvil y la tecnología de realidad aumentada, Maguss daba vida al mundo de un mago poblando lugares reales con bestias y criaturas mágicas para luchar, ingredientes para recolectar y cofres del tesoro para desbloquear. Los jugadores eligen una de cuatro clases (Paladín, Pícaro, Druida o Guardián), cada una con su propia combinación de atributos iniciales, hechizos, fortalezas y debilidades. Los jugadores también personalizan un avatar para representar a su personaje . Los personajes poseen una variedad de habilidades (brebaje, exploración, herboristería, hechicería, invocación, encantamientos y artes oscuras) que pueden mejorar al realizar actividades relacionadas. Por ejemplo, recolectar y abrir un cofre aumenta la exploración, mientras que lanzar hechizos de hechicería aumenta la habilidad de hechicería
Al explorar el mapa mundial, los jugadores pueden encontrar monstruos, cosechar ingredientes y descubrir tesoros. También pueden recuperar su salud caminando de un lugar a otro. Los jugadores aumentan su nivel de jugador general al derrotar a sus oponentes: monstruos u otros jugadores. A medida que avanzan de nivel, pueden mejorar sus atributos y obtener acceso a varios equipos escalonados y encuentros con monstruos errantes.

### Lanzamiento de hechizos
Lanzar hechizos en Maguss permite a los jugadores enfrentarse a monstruos (y entre ellos) en combates arcanos. Lanzar hechizos implica desbloquearlos, asignarlos a glifos, practicar su uso y aplicarlos en duelos. Los hechizos se dividen en cuatro categorías: Hechicería (daño directo), Encantos (curación y mejoras), Invocaciones (defensa) y Artes Oscuras (daño y al mismo tiempo debilitan a los enemigos). Los jugadores desbloquean hechizos adicionales a medida que ganan experiencia en una categoría de hechizo particular. Los jugadores tienen acceso a un conjunto de glifos que funcionan como espacios para hechizos. Para preparar un hechizo, el jugador primero debe asignarlo a un glifo específico. En combate, deben dibujar el glifo correspondiente dentro de un tiempo determinado para lanzar el hechizo que contiene. Esto añade un elemento de habilidad al lanzamiento, ya que es necesario trazar los glifos de forma rápida y correcta para desatar sus efectos.

### Duelo
En Maguss, los jugadores pueden desafiar a monstruos u otros jugadores en un combate. Los duelos se basan en semi-turnos: en cada ciclo de combate, ambos participantes lanzan hechizos durante el tiempo asignado, después de lo cual los efectos de los hechizos se resuelven uno a la vez, en una secuencia que alterna entre el jugador y el enemigo. El ganador recibe oro y puntos de experiencia. Otra mecánica de juego para los duelos es el calor, indicado por un medidor y que representa la resistencia de un mago para lanzar hechizos. Cuanto más poderoso es un hechizo, más calor genera cuando se usa. Una vez que un jugador se sobrecalienta, no puede lanzar un hechizo hasta que se enfríe nuevamente. El juego ofrece 2 modos PvP: Modo de proximidad, donde los jugadores pueden batirse en duelo con magos cercanos, o una liga clasificada a través de un sistema de emparejamiento global. Las ligas clasificatorias duran temporadas de 30 días, cada una con su propio tema único. Por cada victoria en la liga clasificatoria, los jugadores obtienen puntos competitivos que pueden canjear por ilusiones de armadura únicas de esa temporada. Según su clasificación final al final de la temporada, los jugadores obtienen varias recompensas que consisten en puntos competitivos, insignias de liga e íconos de temporada.

### Fabricación de cerveza
Otra actividad en la que los jugadores pueden participar es la elaboración de pociones. Al usar recetas, el jugador puede recolectar los ingredientes para usar en un minijuego de elaboración de pociones, cuyos resultados determinan la efectividad de la bebida. Las pociones pueden tener una multitud de efectos, que van desde curación hasta mejoras de estadísticas. Recetas más avanzadas estarán disponibles a medida que el jugador mejore su habilidad de elaboración de cerveza.

### Equipo
Los jugadores pueden recolectar una variedad de equipos: varitas, tocados, blusas, pantalones, anillos, amuletos y libros. Cada pieza de equipo puede mejorar las estadísticas o proporcionar un beneficio único, como otorgar oro adicional o puntos de experiencia al ganar duelos. Estas mejoras dependen del nivel del artículo y su calidad (pobre, buena, perfecta, excelente, legendaria). Además del equipo normal, los jugadores también pueden usar armaduras ilusorias. Estos se pueden usar sobre el equipo, lo que permite a los jugadores modificar su apariencia mientras mantienen su equipo actual.

### Monetización
El modelo de monetización consiste en compras dentro de la aplicación y anuncios recompensados opcionales. El juego incluye 2 monedas : oro ( moneda blanda ) y polvo mágico ( moneda premium ). Si bien algunos artículos (pociones y recetas) se pueden comprar con ambas monedas, otros (equipos, hechizos) solo están disponibles con oro . Los lujos, como los cosméticos (ilusiones de armadura, efectos de hechizos alternativos), los paquetes de ingredientes y criaturas mágicas y los potenciadores solo están disponibles con moneda premium . Todos los anuncios son opcionales y gratificantes. Mirar un anuncio puede acelerar el tiempo de preparación, prolongar el potenciador un poco más o ganar fichas de Bazar. En el Bazar (una categoría especial de tienda), los jugadores pueden intercambiar fichas del Bazar obtenidas al ver anuncios por artículos premium como ilusiones de armadura, potenciadores o incluso polvo mágico .

## Desarrollo

### Historia
Ondrej Tokar concibió por primera vez Maguss en julio de 2014 y luego formó la empresa de software Mawa sro, un equipo independiente remoto con sede en Europa Central. En junio de 2015, el equipo tenía un prototipo de una varita de Maguss listo para una campaña de Kickstarter, que se lanzó un mes después. El 10 de octubre de 2017, Maguss se lanzó en Indiegogo y alcanzó el 214 % de la financiación prevista en 30 días. Las pruebas del juego continuaron hasta el 10 de noviembre. En diciembre de 2017 finalizó la campaña IndieGogo y se lanzó la versión alfa cerrada. Maguss tenía previsto su lanzamiento en versión beta suave en febrero de 2018, que duraría hasta diciembre de 2018.

### Varita de mago
Parte del desarrollo de Maguss fueron los planes para la creación de un dispositivo que imitara una varita mágica. La Maguss Wand debía proporcionar un enfoque inmersivo para el lanzamiento de hechizos: en lugar de dibujar glifos en su dispositivo móvil, los jugadores podrían rastrearlos en el aire. Los diseños de prototipo de Maguss Wand mostraban un cuerpo de plástico de 350 mm de largo con un solo botón y un puerto micro USB para cargar, compatible con Android (versión 4.1 Jellybean y posteriores) e iOS (versión 7), y conexión a dispositivos móviles mediante BLE (Bluetooth). Energía baja). La varita ofrecería personalización reemplazando la empuñadura, la punta y los anillos metálicos. Sin embargo, la varita nunca se produjo más allá de los prototipos que no se distribuyeron a los usuarios, ni las contribuciones de financiación colectiva nunca se reembolsaron directamente, aunque se ofreció una compensación en forma de crédito en el juego..

### Cierre
Los desarrolladores del juego anunciaron en Facebook el 6 de abril de 2020 que cerrarían permanentemente el juego debido a ingresos insuficientes..

## Premios
En diciembre de 2016, Maguss ganó el premio Slovak Startup Awards en la categoría de Arte y Diseño. En marzo de 2017, Maguss también recibió el premio Forbes 30 under 30 de Eslovaquia . También ha recibido menciones en CNET, Engadget, Nerdmuch, y otros medios.